# Jon Aberasturi
Jon Aberasturi Izaga (Vitoria, Álava, 28 de março de 1989) é um ciclista profissional espanhol que corre na equipa Trek-Segafredo destacando como sprinter.
Foi um dos melhores corredores junior de seu país, de facto foi segundo no Campeonato da Espanha em Estrada júnior em 2006, só superado por Juan José Lobato. Em 2010 estreia como profissional na equipa Orbea ainda que não chegou a destacar até ano seguinte, sobretudo em corridas portuguesas. Nelas conseguiu uma etapa no Grande Prêmio Crédito Agrícola da Costa Azul além de acabar em terceira posição em dita prova, que, entre outros resultados destacados em corridas menores, lhe serviram para que fora seleccionado para o Campeonato Mundial de Ciclismo em Estrada de 2011 sub-23 onde acabou 13.º. Correu pelo Euskaltel Euskadi face à temporada de 2013, precisamente coincidindo com Juan José Lobato também fichado pelo conjunto basco em dito ano.

## Palmarés
- 2011
  - 1 etapa do Grande Prêmio Crédito Agrícola da Costa Azul

- 2016
  - 1 etapa do Tour da Coreia
  - 1 etapa do Tour de Hokkaido

- 2017
  - 1 etapa do Tour da Tailândia
  - 1 etapa do Tour do Japão
  - 2 etapas do Tour da Coreia
  - 2 etapas da Volta ao Lago Qinghai
  - 1 etapa do Tour do Lago Taihu
  - 1 etapa do Tour de Hainan

- 2018
  - 1 etapa da Volta a Aragão

- 2019
  - 1 etapa da Boucles de la Mayenne
  - Circuito de Guecho
  - 1 etapa da Volta a Burgos

- 2020
  - 1 etapa do Volta à Hungria

- 2021
  - 1 etapa do Volta à Eslovénia

## Resultados em Grandes Voltas
| Corrida | Corrida         | 2010 | 2011 | 2012 | 2013 | 2014 | 2015 | 2016 | 2017 | 2018  | 2019  | 2020  | 2021  | 2022 |
| ------- | --------------- | ---- | ---- | ---- | ---- | ---- | ---- | ---- | ---- | ----- | ----- | ----- | ----- | ---- |
|         | Giro d'Italia   | —    | —    | —    | —    | —    | —    | —    | —    | —     | —     | —     | —     | —    |
|         | Tour de France  | —    | —    | —    | —    | —    | —    | —    | —    | —     | —     | —     | —     | —    |
|         | Volta a Espanha | —    | —    | —    | —    | —    | —    | —    | —    | 146.º | 140.º | 117.º | 132.º | —    |

—: não participa

Ab.: abandono

## Equipas
- Orbea (2010-2012)
- Orbea (2010)
- Orbea Continental (2011-2012)
- Euskaltel Euskadi (2013)
- Euskadi (2014)
- Team Ukyo (2016-2017)
- Euskadi Basque Country-Murias (2018)
- Caja Rural-Seguros RGA (2019-2021)
- Trek-Segafredo (2022-)